# 城堡区市政厅

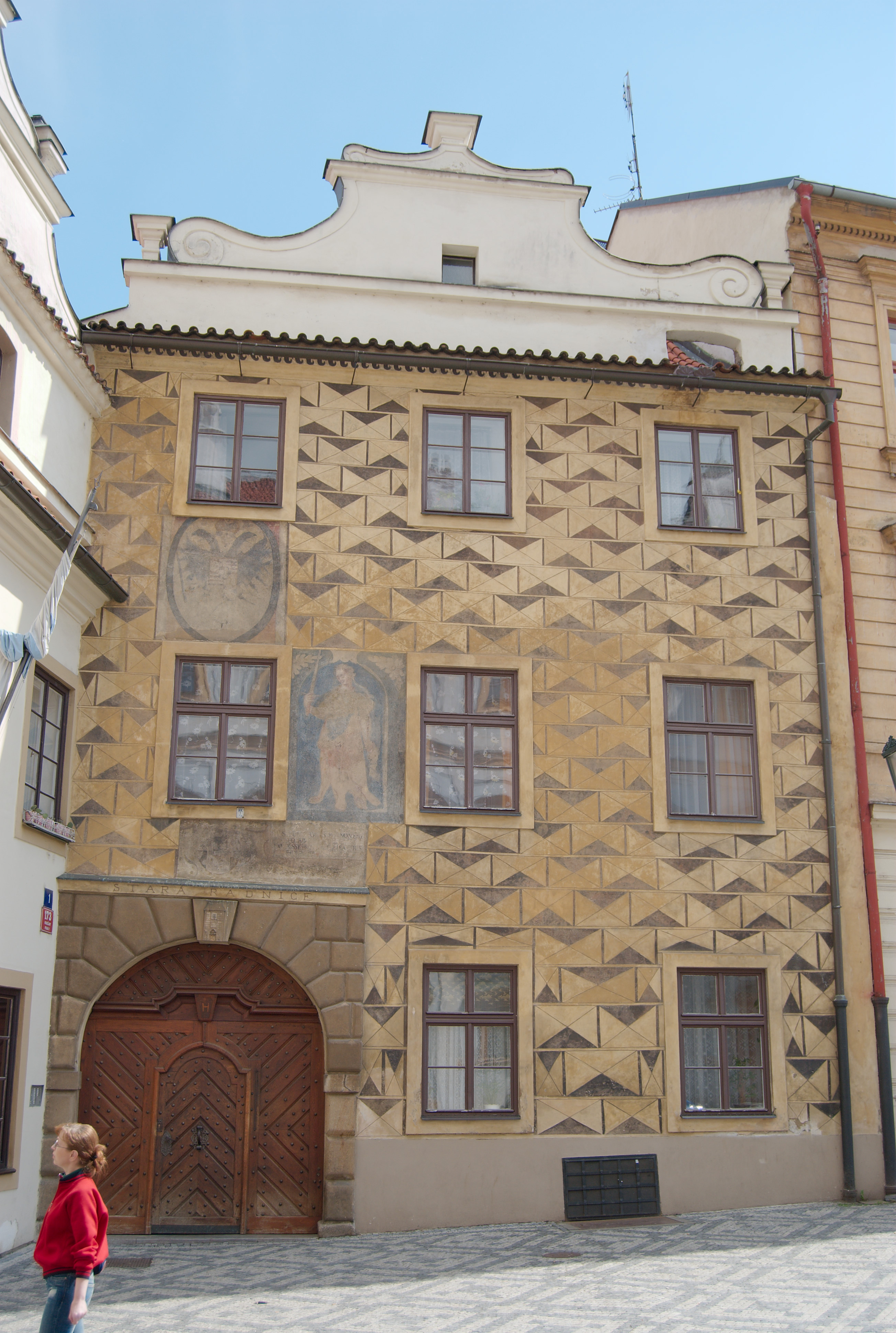
城堡区市政厅

城堡区市政厅（Hradčanská radnice）是一座有趣的文艺复兴建筑，位于布拉格城堡区的洛雷托街（Loretánské ulici），一侧位于市政厅阶梯（Radnické schody）。这是一座二翼建筑，兴建于16和17世纪，1592年鲁道夫二世宣布城堡区为一个独立的城市之后，需要建造自己的市政厅。建筑的立面有城堡区的象征。 